# مارتن هاريس (لاعب كرة قدم)
مارتن هاريس (بالإنجليزية: Martin Harris)‏ هو لاعب كرة قدم بريطاني في مركز نصف الجناح، ولد في 22 ديسمبر 1955 في دونكاستر في المملكة المتحدة. لعب مع نادي بيرتن ألبيون.